# Cymadusa hawaiensis
Cymadusa hawaiensis är en kräftdjursart som först beskrevs av Schellenberg 1938.  Cymadusa hawaiensis ingår i släktet Cymadusa och familjen Ampithoidae. Inga underarter finns listade i Catalogue of Life.